# Roland Freund
Roland Freund (Timișoara, 17 giugno 1955) è un ex pallanuotista tedesco, vincitore di una medaglia di bronzo alle olimpiadi di Los Angeles 1984.